# Zuegg
 (décembre 2014).
Si vous disposez d'ouvrages ou d'articles de référence ou si vous connaissez des sites web de qualité traitant du thème abordé ici, merci de compléter l'article en donnant les références utiles à sa vérifiabilité et en les liant à la section « Notes et références ».

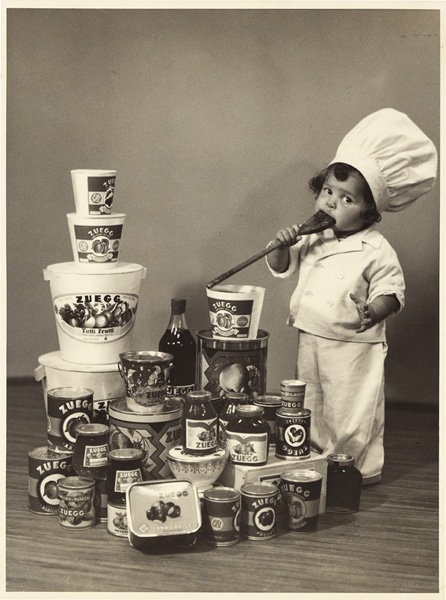

Zuegg est une société multinationale fondée en 1890. Basée à Vérone, elle est spécialisée dans la transformation des fruits. La production est sur deux fronts: le business to consumer (B2C) et business-to-business (B2B). 
Pour le B2C produit confitures, jus de fruits, sirops et snack à base de fruits sous les marques ZUEGG et Skipper ZUEGG. 
Pour B2B est spécialisée dans la demi-transformation de fruits  (ingrédients pour le yaourt, smoothie, crème…) pour les autres industries alimentaires.

## Histoire

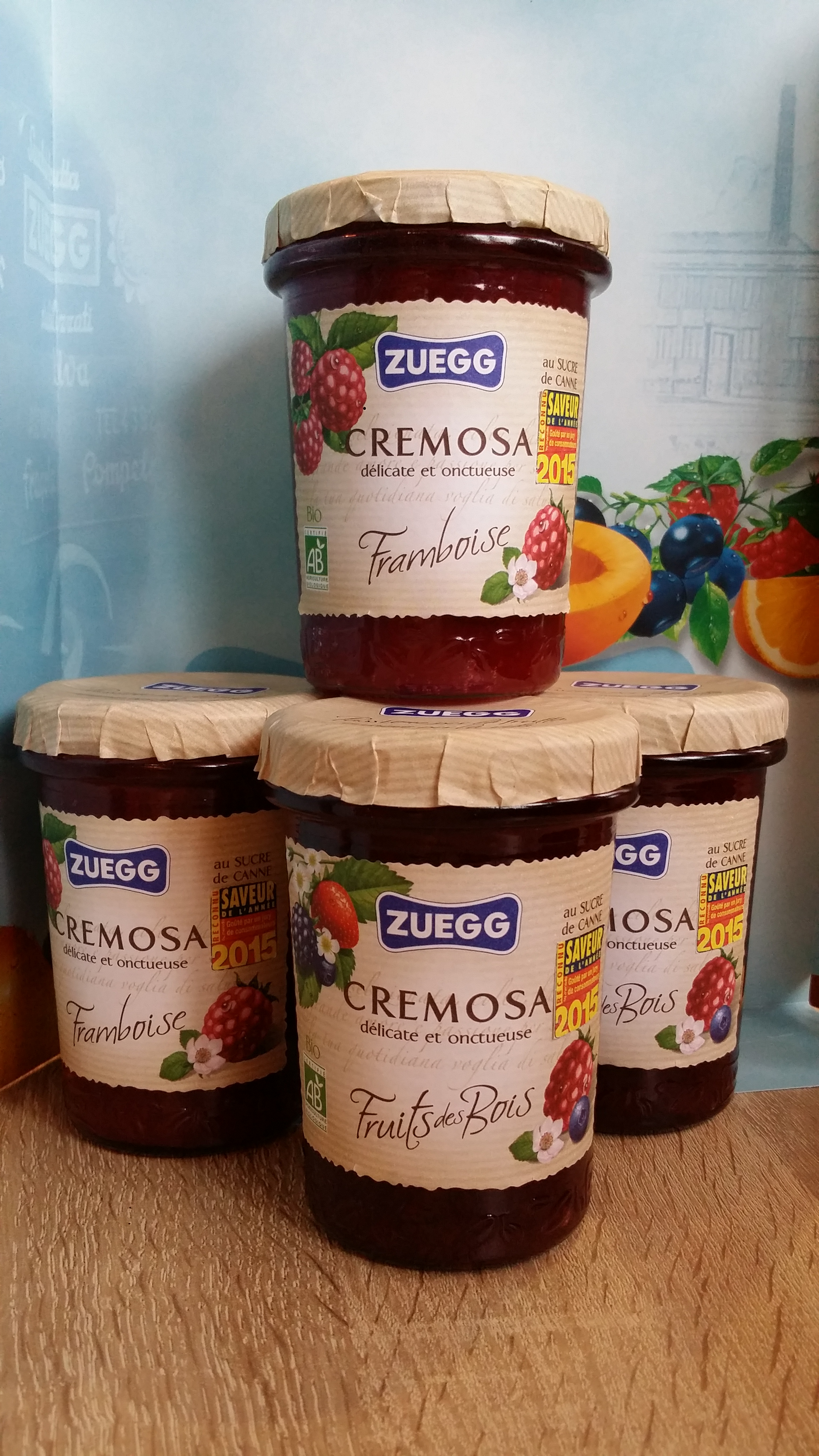
Zuegg

En 1860, à Lana (province de Bolzano), Marie Zuegg commence, avec ses quatorze enfants, la culture de fruits. Au fil des ans, notamment en 1889, Carl Zuegg s'affirme comme le principal architecte de sa réussite. La société est créée en 1890 Il transforme la petite entreprise agricole familiale une société moderne et structurée. Zuegg conquiert bientôt les marchés du nord de l'Italie.
Au début des années 1950, l'usine historique de Lana d'Adige lance la production de jus de fruits. Sous la direction de Carl Zuegg commencent les années d'or de "Fruttino". Dans les années 1960 naissent les confitures « Fruttaviva Zuegg », le premier produit italien sans utilisation de conservateurs ni de colorants.
En 1962, durant le boom économique, Zuegg inaugure une nouvelle usine à Vérone et commence la demi-transformation de fruits. Le processus d'innovation et l'expansion continuent et en 1985 Zuegg inaugure une usine à Avellino pour la transformation initiale du fruit.  Les fruits y sont récoltés, contrôlés, sélectionnés et transformés en purée (simples ou concentrés) ou congelés.
En 1991, pour la première fois en cent ans, une partie de la production est réalisée à l'étranger, en particulier à Werneuchen, près de Berlin pour le marché nord-européen. En 2001, Zuegg achète à Zörbig près de Leipzig (Allemagne) une usine de confitures et sirops. En 2002, Zuegg achète à Elne près de Perpignan, en France, une usine qui fabrique des produits destinés aux marchés en France, en Espagne et au Portugal.
En avril 2010, création de la société Zuegg Austria à Graz pour la commercialisation en Autriche et les pays d'Europe orientale. En juillet de la même année, l'ouverture de la nouvelle usine et la première production à Afanasovo en Russie, pour la production des produits pour l'industrie.
Le processus d'expansion continue avec l'ouverture en 2013 d'un nouveau bureau de vente en Suisse. Pour 2014, la société vise à développer les échanges encore plus, ce qui lui permet de se positionner sur les marchés, même non européens. À partir de 2014 les confitures sont également vendues sur le marché des États-Unis.

## Marques
- Zuegg-confitures : confitures BIO[5], jus de fruits, sirops. Zuegg fournit la grande distribution ainsi que les marchés à l'export avec une gamme dédiée de jus de fruit Premium[6].
- Skipper Zuegg : jus de fruits et jus de fruits aromatisé au stevia[7] ; Skipper est la deuxième marque de Zuegg. Elle est devenue célèbre en Italie grâce à un spot publicitaire à la télévision diffusé dans les années 1980.
- Original Zoerbiger : confitures et sirops. C'est une confiture historique de l'ex-Allemagne de l'Est entrée dans la gamme des produits après l'acquisition de l'usine de Zörbig.
- UeberRube : c'est un produit historique de l'ex-Allemagne de l'Est, proche du miel, qui est obtenu à partir de la betterave sucrière

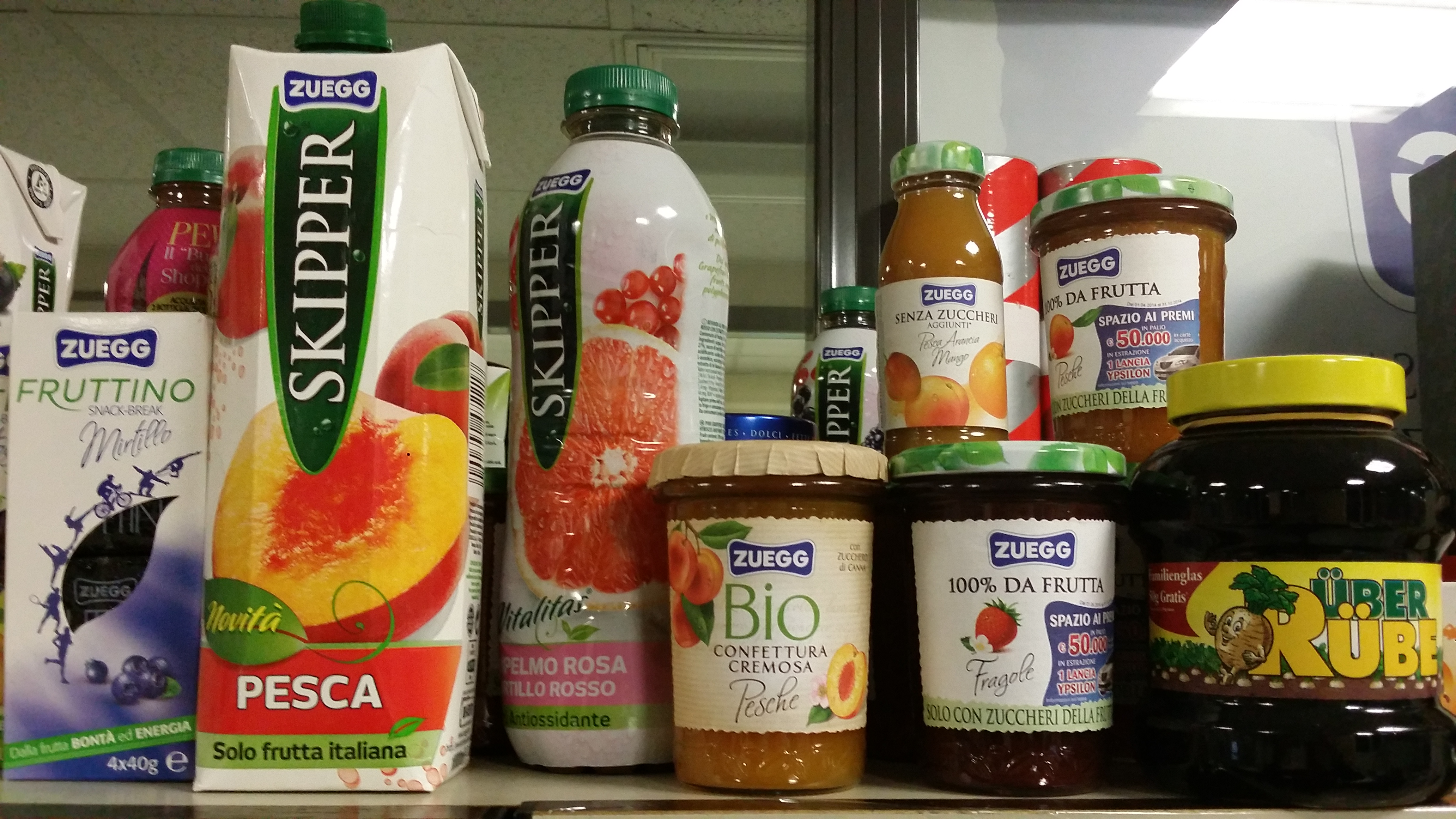

.

## Vergers
Zuegg respecte une politique des contrôles propre au secteur économique. L'entreprise possède un grand nombre de vergers dans le sud de l'Italie : Luogosano, Avellino). Pour les fruits produits hors d'Italie comme les fruits tropicaux, la production est suivie par les agronomes de la société.